# Давід Кортес Кабальєро
Давід Кортес Кабальєро (ісп. David Cortés Caballero, нар. 29 серпня 1979, Бадахос) — іспанський футболіст, що грав на позиції захисника, зокрема за «Мальорку», у складі якої — володар Кубка Іспанії, а також за «Хетафе».

## Ігрова кар'єра
Народився 29 серпня 1979 року в Бадахосі. Вихованець футбольної школи клубу «Екстремадура». Дорослу футбольну кар'єру розпочав 1999 року в основній команді того ж клубу, в якій провів три сезони, взявши участь у 83 матчах на рівні другого дивізіону.
2002 року «Екстремадура» втратила місце в Сегунді, утім молодий захисник не понизився разом із нею у класі, а навпаки продовжив кар'єру в елітній Ла-Лізі, ставши гравцем «Мальорки». У новій команді відразу став основним гравцем на правому фланзі захисту і допоміг їй здобути  Кубок Іспанії в розіграші 2002-03 років. Загалом присвятив «Мальорці» чотири роки своєї кар'єри.
2006 року перейшов до іншого вищолігового клубу «Хетафе». Спочатку конкурував за місце в основі з румуном Косміном Контрею, а від початку другого сезону в команді вже був її стабільним основним правим захисником. Але 2009 року до команди прийшов молодший Мігель Торрес, який поступово почав витісняти досвідчегого Кортеса з «основи» і 2010 року він залишив команду. 
Протягом 2010–2012 років провів по сезону в Ла-Лізі за «Еркулес» та «Гранаду», після чого грав за той же «Еркулес» та «Реал Сарагоса» в Сегунді, а завершував ігрову кар'єру в Данії виступами за «Орхус» протягом 2014—2015 років.

## Титули і досягнення
- Володар Кубка Іспанії (1):

«Мальорка»: 2002-2003